# Ad van Zon
Ad van Zon (Heerewaarden, 29 november 1952) is klassiek uitvoerend trompettist en bekend als solotrompettist bij het Rotterdams Philharmonisch Orkest. Tevens is hij hoofdvakdocent Klassiek Trompet aan de conservatoria van Rotterdam (Codarts, Hogeschool voor de Kunsten) en Den Haag (Koninklijk Conservatorium). Van Zon heeft zijn studie afgerond aan het conservatorium van Amsterdam.